# Lignes de faille
Lignes de faille est un roman écrit en français par Nancy Huston, romancière et essayiste franco-canadienne anglophone, publié en août 2006 aux éditions Actes Sud. Ce roman a reçu le prix Femina en 2006.

## Historique
Lignes de faille est d'abord écrit en anglais et son auteure Nancy Huston le traduit ensuite en français. Le roman reçoit le prix Femina le 30 octobre 2006. Par ailleurs, ce roman a reçu le Liste Goncourt : le choix polonais de l'Institut français de Cracovie en collaboration avec l'Académie Goncourt ainsi que le Prix France Télévisions.

## Résumé

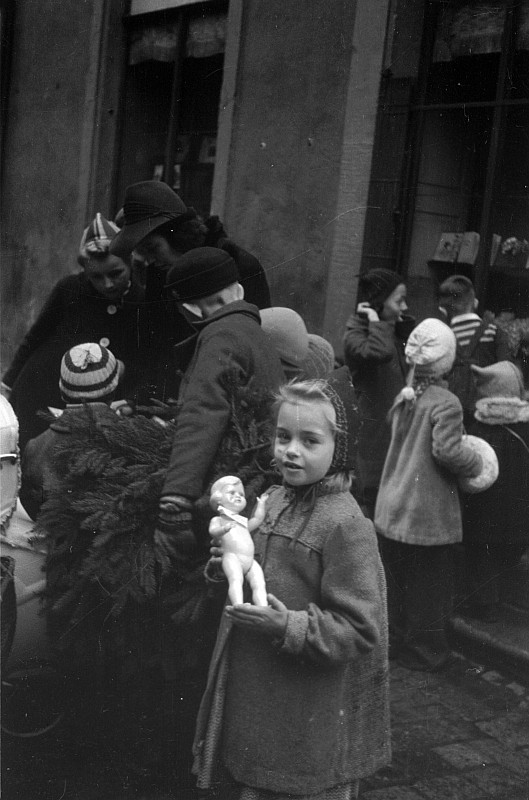
Petite fille allemande avec une poupée en 1945.

Lignes de faille met en perspective quatre moments de l'existence de quatre membres d'une même famille, avec un même repère fixe : la sixième année de chacun. Le roman débute en 2004 par l’histoire de Sol, petit garçon californien et fils de Randall. Sol est pris dans la violence de son pays en « guerre contre le terrorisme » et en pleine mutation technologique avec l'arrivée massive d'Internet dans les foyers.
Puis vient le tour de Randall qui, en 1982, part avec sa famille s'installer en Israël pour les besoins des recherches de Sadie sa mère, juive pratiquante, qui tente de tracer l'histoire de sa famille, et en particulier de sa propre mère Kristina, une célèbre chanteuse qui depuis les années 1960 se produit dans le monde sous le nom de scène Erra.
Suit l'histoire de Sadie qui à six ans, en 1962, vit avec ses grands-parents à Toronto au Canada. Sadie ne rêve que d'une chose : que sa très jeune maman, Kristina qui devient une chanteuse reconnue, vienne s'occuper d'elle et la délivre de la langueur et de la dureté de sa vie.
Enfin le roman se termine par la sixième année de Kristina-Erra en 1944-1945 dans une Allemagne battue et ravagée par la guerre et ses horreurs. Kristina vit dans une famille où les derniers hommes meurent au front et où de lourds secrets règnent autour des filiations.

## Analyse
Nancy Huston dans ce roman reprend, dans un exercice de style sur le temps et sur le langage des narrateurs successifs, ses thèmes favoris de l'enfance et de la filiation, du sentiment maternel, de l'héritage familial et historique, notamment au travers des conséquences des « Lebensborn » .

## Éditions
- Actes Sud, 2006,  (ISBN 2-7427-6259-0) ; rééd. coll. « Babel », 2007,  (ISBN 978-2742769360).
- J'ai lu, 2011,  (ISBN 978-2290036914).

## Adaptation au théâtre
Le roman est adapté pour la scène par Catherine Marnas et présenté à La Passerelle Gap en 2010, puis au Théâtre national de Strasbourg en 2011. La compagnie Parnas le joue au théâtre du Rond-Point, Paris, du 12 mars au 11 avril 2015